# Jaltomata auriculata
Jaltomata auriculata är en potatisväxtart som först beskrevs av John Miers, och fick sitt nu gällande namn av T. Mione. Jaltomata auriculata ingår i släktet jaltomator, och familjen potatisväxter. Inga underarter finns listade i Catalogue of Life.

## Bildgalleri

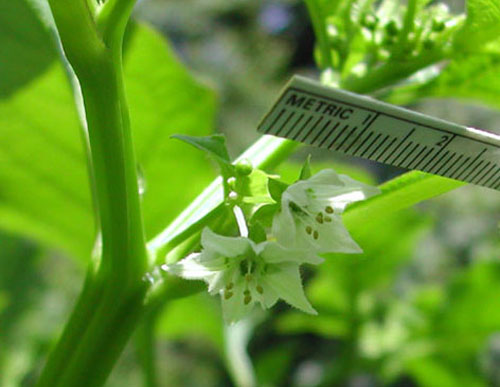
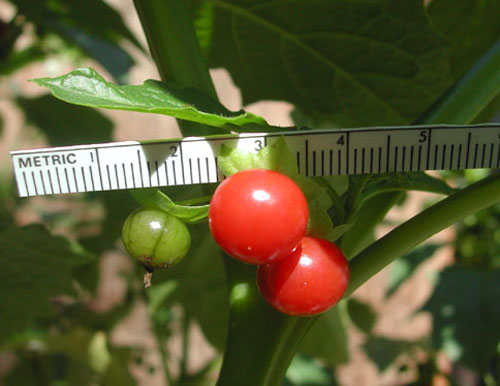